# Heterotropa fastosa
Heterotropa fastosa är en fjärilsart som beskrevs av Turner 1940. Heterotropa fastosa ingår i släktet Heterotropa och familjen björnspinnare. Inga underarter finns listade i Catalogue of Life.